# Riphagen
Riphagen é um filme neerlandês de 2016 sobre a Segunda Guerra Mundial, com direção de Pieter Kuijpers.

## Sinopse
A história de Dries Riphagen, um astuto traidor holandês que durante a Segunda Guerra Mundial ajudou os nazistas a capturar judeus, roubando suas riquezas para si. Ele destruiu grupos de resistência, fazendo muitos daqueles que procuravam justiça após a guerra parecerem idiotas.

## Elenco
- Jeroen van Koningsbrugge ... Dries Riphagen
- Lisa Zweerman ...	Greetje
- Sigrid ten Napel ... Lena
- Huub Smit ... Toon Kuijper
- Anna Raadsveld ... Betje
- Kay Greidanus ... Jan
- Bob Stoop ... Charly Hartog
- Peter Blok ... Gert van der Veen
- Ad van Kempen ...	Meneer de Wit
- Jos Smit ... Lid KP #1
- Steef de Bot ...	Arie
- Ad Knippels ... Portier Landsdrukkerij
- Guido Pollemans ... Harry Rond
- Tjebbo Gerritsma ... Joop Out
- Sieger Sloot ... Frits Kerkhoven